# 彼科沃機場
彼科沃機場（俄语：Аэропорт Быково）是一座小型區域機場，主要服務於俄羅斯聯邦首都莫斯科。該機場位於梁贊市東南方35公里處、茹科夫斯基市附近。該機場有條長度為2210公尺、7250英尺的跑道，主要用於起降短程國內線包機航班，並且該機場沒有定期客運航班。
彼科沃機場建造於1933年，起初該機場僅有一條草坪跑道，草坪跑道於第二次世界大戰時期重建。1975年客運航廈建造完成，使得該機場可以處理每小時400人次的流量。該機場為中央航空的基地所在。
2010年10月8日，彼科沃機場被宣布暫時終止營運。2011年該機場的航廈也遭到拆除。